# Giovanni Baleison

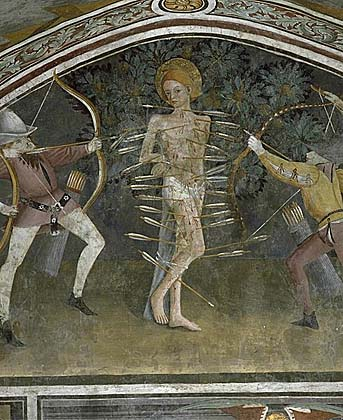
Zyklus zum Leben des hl. Sebastian, ein Werk von Giovanni Canavesio und Baleison, Freskendetail vom Hauptaltar der Sebastianskapelle in Saint-Étienne-de-Tinée, Alpes-Maritimes

Giovanni Baleison, auch Giovanni Belisoni (* um 1425 in Demonte; † vor 1500?) war ein Maler, der im Piemont, in Ligurien und in Frankreich, genauer in der Kapelle von Notre-Dame des Fontaines bei La Brigue, ab 1481 nachweislich tätig war.

## Leben
Baleison ist 1481 in Venanson, 1484 im Mairatal und 1486 in Stroppo Bassura nachweisbar.
Fresken aus seiner Hand finden sich in Venanson, wo er 1481 Fresken zur Legenda aurea schuf, Saint-Étienne-de-Tinée und Celle di Macra im Mairatal (1484). 1482 bis 1485 bemalte er die Sebastianskapelle der Kirche Santi Sebastiano e Fabiano in Marmora (Piemont). Er fertigte eine Thronende Madonna in der Apsis von Santa Maria della Pieve in Beinette an. 1491–92 arbeitete er mit Giovanni Canavesio in La Brigue zusammen. Die Zuweisung des Werkes in Marmora gelang während der Restaurierung durch eine Signatur (eig. riquadro): „Iohannes de Baleisonis habitator Demontis“.